# Bernd Friedmann

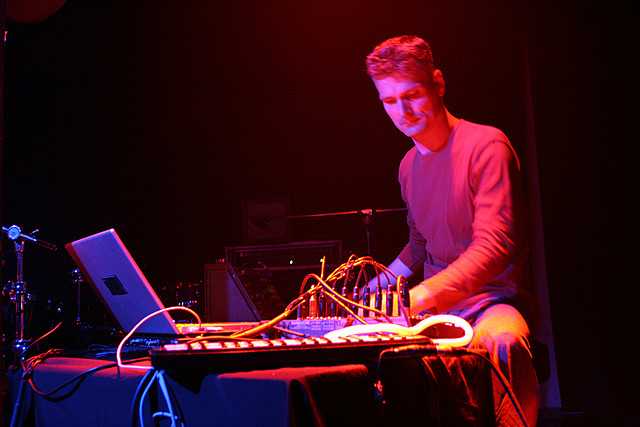
Friedmann während eines Live-Auftritts beim Festival Pomladi in Ljubljana (2008)

Bernd Friedmann (* 1965 in Coburg; auch Burnt Friedman) ist ein deutscher Musiker und Produzent, der unter verschiedenen Projektnamen in den Bereichen Electronica, Dub und Jazz arbeitet.

## Leben
Friedmann wuchs in Kassel auf. Von 1986 bis 1990 studierte er an der dortigen Kunsthochschule Freie Kunst. Seine ersten Aufnahmen stammen von 1978. Seit 1990 wurden Tonträger unter folgenden Projektnamen veröffentlicht:
- Some More Crime (1990–1995, Friedmann und Frank Hernandez)
- Drome (1991–1995, Friedmann und Frank Hernandez)
- Nonplace Urban Field (1992–1997)
- Flanger (1999-, Friedmann und Atom Heart)
- Burnt Friedman & The Nu Dub Players (1999-)
- Burnt Friedman & Jaki Liebezeit (2002–2017)
- Nine Horses (2005-, Friedmann und David Sylvian)

Friedmanns Musik lässt sich selten klar einordnen. Sein Instrumentarium reicht von Sampler, Schlagzeug, analoge Synthesizer und Orgeln bis zu Instrumenten wie Kinderklavier, Steeldrum, Kalimba, Vibraphon oder Melodica. Über die Jahre ist der ihm eigene Sound zu einem Markenzeichen geworden, das ihn auch in Remixen der Stücke anderer sofort erkennbar macht.
Seit 2000 betreibt Friedmann das Plattenlabel nonplace.

## Diskografie (Auswahl)
- 1991: Some More Crime – Ohnmacht (ZZO/Hypnobeat)
- 1991: Some More Crime – Code Opera (ZZO)
- 1992: Drome – Anachronism (Toxikk Trakks)
- 1993: Some More Crime – Another Domestic Drama in a Suburban Hell (ZZO)
- 1993: Drome – The Final Corporate Colonization of the Unconscious (Ninja Tune)
- 1994: Nonplace Urban Field – N.U.F Said (Incoming!)
- 1995: SMC (Some More Crime) – Fuzzysets (ZZO/Hyperium)
- 1995: Drome – Dromed  (Kiff Sm/Pias)
- 1995: Leisure Zones (Ash International/Touch)
- 1995: Nonplace Urban Field – Nonplace Urban Field
- 1996: Nonplace Urban Field – Raum für Notizen (Incoming!)
- 1996: Nonplace Urban Field – Golden Star (Remix) (Incoming!)
- 1997: Flanger – Templates (Ninja Tune)
- 1999: Burnt Friedman & The Nu Dub Players – Just Landed (Scape)
- 1999: Flanger – Midnight Sound (NTone/Ninja Tune)
- 2000: Burnt Friedman – Con Ritmo  (Nonplace, 2009 wiederveröffentlicht mit 4 zusätzlichen Stücken)
- 2001: Burnt Friedman – Plays Love Songs  (Nonplace)
- 2001: Flanger – Inner Space/Outer Space (Ninja Tune)
- 2002: Replicant Rhumba Rockers (Friedmanns Remix von Atom-Heart-Material)  (Nonplace)
- 2002: Burnt Friedman & Jaki Liebezeit – Secret Rhythms  (Nonplace)
- 2003: Burnt Friedman & The Nu Dub Players – Can't Cool  (Nonplace)
- 2005: Nine Horses – Snow Borne Sorrow (mit David Sylvian und Steve Jansen) (Samadhi Sound)
- 2005: Burnt Friedman & Jaki Liebezeit – Out in the Sticks (Vinyl-only mit David Sylvian)  (Nonplace)
- 2005: Flanger – Spirituals  (Nonplace)
- 2005: Burnt Friedman & Jaki Liebezeit – Secret Rhythms 2 (Nonplace)
- 2007: Flanger – Nuclear Jazz (Nonplace)
- 2007: Burnt Friedman – First Night Forever (Nonplace)
- 2007: Nine Horses – Money for All (EP, Samadhi Sound)
- 2008: Burnt Friedman & Jaki Liebezeit – Secret Rhythms 3 (Nonplace)
- 2010: Flanger – Bibliotheque Pascal (Soundtrack, Nonplace)
- 2011: Burnt Friedman & Jaki Liebezeit – Secret Rhythms 4 (Nonplace)
- 2012: Bokoboko (Nonplace)
- 2012: Zokuhen (2 EPs, Nonplace)
- 2013: Burnt Friedman & Jaki Liebezeit & Jono Podmore & Irmin Schmidt – Cyclopean (EP, Spoon, Mute)
- 2017: Dead Saints Chronicles (EP, Marionette)
- 2017: Burnt Friedman – The Pestle (Latency)
- 2019: Burnt Friedman – Musical Traditions In Central Europe (Explorer Series Vol.4) (Nonplace)
- 2020: Flanger – Bibliotheque Pascal (Original Soundtrack) (AAA 127)